# 足布

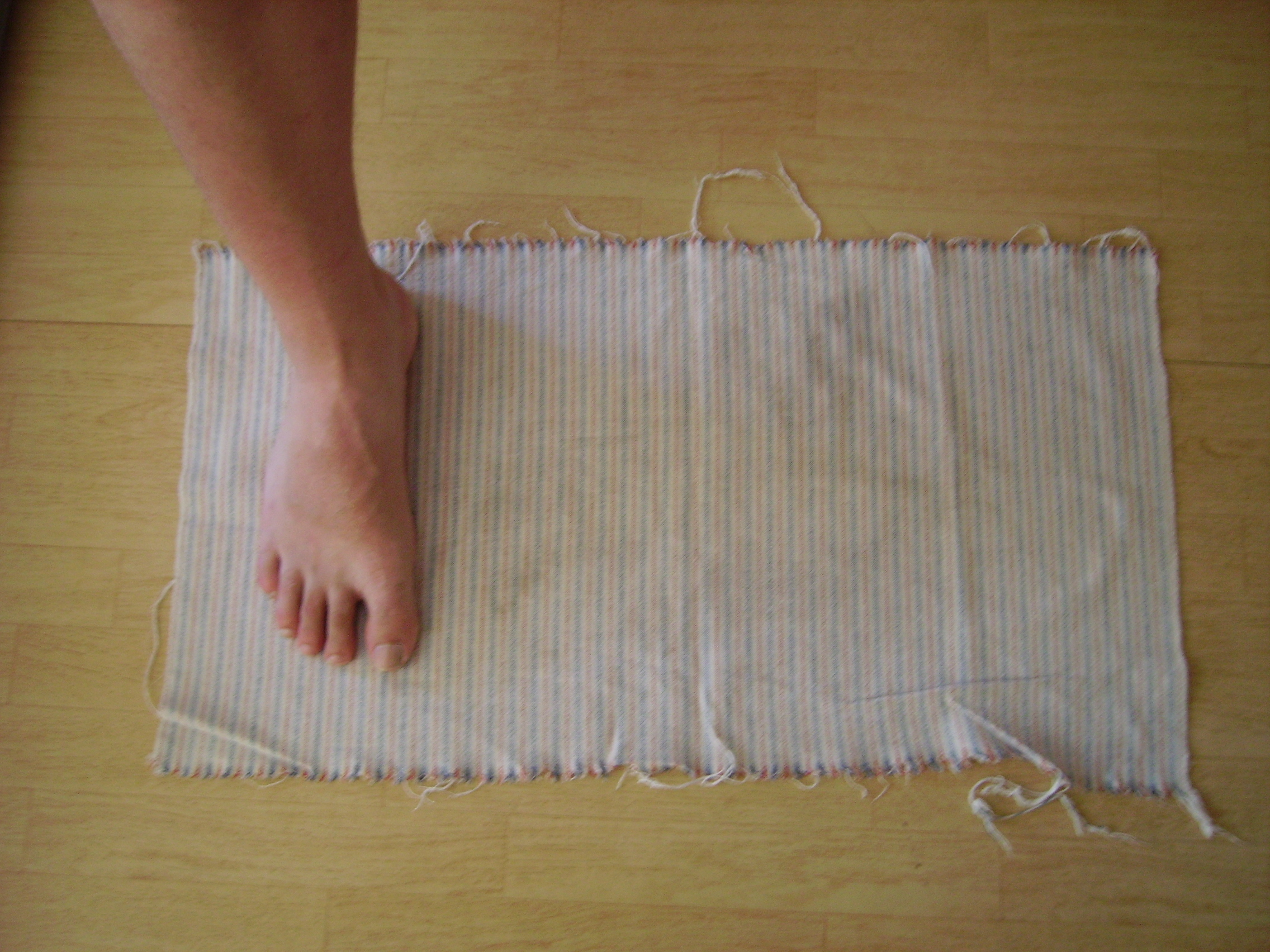
1990年代までフィンランド陸軍で使用されていた足布

足布（あしぬの、英語: footwrapsまたはfoot clothsまたはragsまたはbandagesまたはbindings、ロシア語: Портянки）は、主に長方形の布片で、擦れを防ぎ足汗を吸収し、足場を良くするために足に巻いて着用する履物の一つ。
日本においては、ロシア語のポルチャンキで呼称されることもある。靴下が普及する以前はブーツと一緒に着用されており、21世紀初頭までは東欧の軍隊で使用されていた。

## 概要
足布は通常長方形か正方形であり、三角形も存在はするがあまり見られない。正方形の場合一辺が約40cmであり、三角形の場合は約75cmである。折りたたむと、長方形、正方形、三角形になる。ロシア軍の足布は、夏は綿製で冬はフランネル製であった。
靴下よりも早く乾き、穴が空いても別位置で布を巻き直すことで補うことができることが利点であったが、欠点は行軍中折り目がつくと水脹れや傷の原因となることであった。そのため、足布を採用していた軍は正しい装着方法について詳細に指示を出した。また、戦中は何日にもわたり交換したり乾かしたりすることができないこと多いため悪臭を放つことで知られ、ロシア軍の退役軍人は自分たちの履物の悪臭を冗談めかして自慢し、自分たちの足布を臭いに慣れていない敵を打ち負かす、という意で 『化学兵器』と呼んでいた。

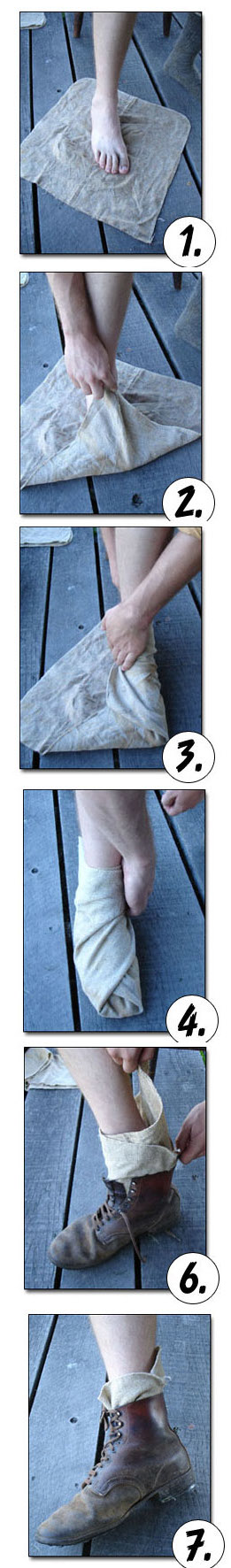
足布の巻き方の一つ

## 軍での使用

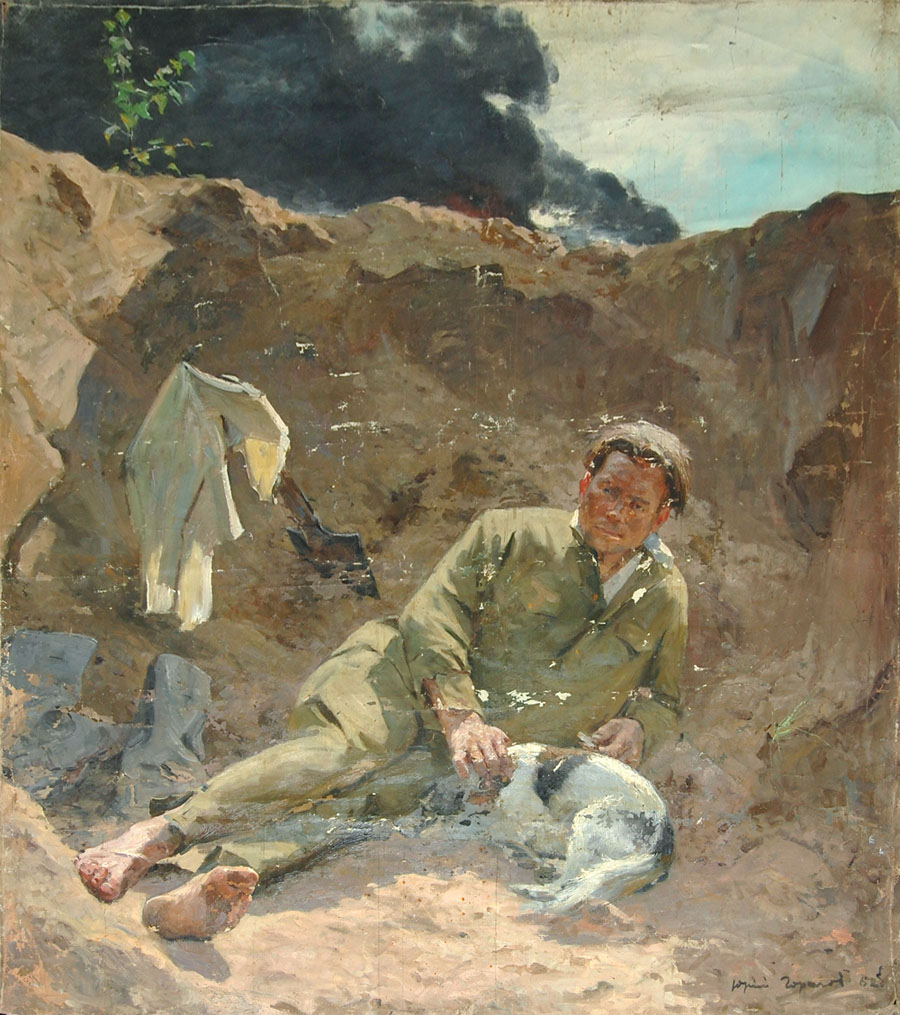
Y・G・ゴレロフ画『ロシア人は戦争を望んでいるのか？』（1962年）に描かれた、長靴を脱いで足布を乾かすソ連兵の様子

軍隊から支給される足布を兵士が着用していた。20世紀以前は靴下やストッキングは将校のみが購入できる高級品であった。

### ドイツ地域
プロイセン王国の兵士はフースラッペン（Fußlappen）という足布を履いていた。1867年のことわざ辞典には『自分のフースラッペンは他人のブーツより良い』という旨の記述があるほか、1869年の軍事衛生マニュアルには、『夏にはフースラッペンが適しているが、縫い目がないため慎重に履かなければならない』という旨の記述がある。ドイツ国防軍は第二次世界大戦が終わるまで靴下と足布を併用しており、ドイツ民主共和国の国家人民軍では1968年まで着用され続けた。

### 東欧地域
ロシア帝国軍およびソビエト連邦軍は帝政ロシア下で正規軍を設立して以来足布を支給しており、ソ連崩壊後も多くの軍隊で標準装備されていたが、ベラルーシ、ウクライナ、グルジアは2000年代に足布を廃止し、靴下に切り替えた。ウクライナ軍では、足布にまつわる詩や寓話を兵士たちが朗読し、足布に別れを告げる特別な催しが行われた。ロシア軍では、2007年に軍の着用必須リストから外れたものの、その後も使用され続けた。しかし、2013年にセルゲイ・ショイグ第6代国防相が『この習慣は時代遅れ』として同年中にやめさせるよう命じている。しかし、2022年のロシアの動員時にも再び支給された。ロシア軍との関連から、足布はフランス語で『ロシアの靴下（chaussettes russes）』と呼ばれる。

### アジア地域
2017年時点で、朝鮮人民軍では足布を意味する、もともと、ポソンを履く際に足に巻く木綿を意味している『パルッサゲ（발싸개）』が兵士に支給され、着用されているとされる。朝鮮人民軍から1996年5月23日に脱北した李喆洙が韓国に到着した際、このパルッサゲを履いていたが、片足の長さの布を切って両足で履いており、報道媒体などは北朝鮮の経済状況の悪さを表している、とした。